# 7号密西西比州州道

7号密西西比州州道（英語：Mississippi Highway 7，MS7）是美国密西西比州的一条州道，大体上为南北走向，全长168英里（270），南起貝爾佐尼，途径牛津市的密西西比大学，北至本頓縣的田纳西州边界。